# Heinz Liebert
Heinz Liebert (* 24. Mai 1936 in Ochla, Kreis Krotoschin) ist ein deutscher Schachspieler.

## Leben und Erfolge
Liebert wuchs im heutigen Polen auf und fand nach Kriegsende in Großdubrau bei Bautzen eine neue Heimat. Er studierte Mathematik, blieb nach dem Studium in Halle (Saale) und arbeitete von 1969 bis zur Pensionierung im Rechenzentrum der Buna-Werke.
Heinz Liebert nahm 18 Mal an Einzelmeisterschaften der DDR teil und wurde dabei zweimal Vizemeister. 1953 gewann er die gesamtdeutsche Jugendmeisterschaft in Meißen. Seine größten internationalen Erfolge waren 1956 der Überraschungssieg als damals gerade Zwanzigjähriger beim ersten internationalen Schachturnier auf asiatischem Boden seit Gründung des
Weltschachbundes (der ihm den Spitznamen "Löwe von Ulan Bator" einbrachte) und der geteilte zweite Platz beim Rubinstein-Gedenkturnier 1966 in Polanica Zdroj hinter Smyslow. Von 1956 bis 1960 spielte er bei drei Mannschafts-Weltmeisterschaften der Studenten. Die DDR vertrat er bei den Schacholympiaden 1962, 1964, 1966, 1968, 1970 und 1972, wobei er 1968 in Lugano Bronze am ersten Reservebrett (9 aus 12) erhielt. Bei der vierten Mannschaftseuropameisterschaft 1970 in Kapfenberg errang er eine Silbermedaille an Brett 5. Die Mannschaft der DDR gewann damals Bronze.
Vereinsschach spielt er seit Mitte der 1950er Jahre für den USV Volksbank Halle (beziehungsweise dessen Vorgängervereine SC Wissenschaft Halle, SC Chemie Halle, BSG Buna Halle, Buna Halle-Neustadt, VdS Buna Halle und USV Halle), mit dem er unter anderem neunmal Mannschaftsmeister der DDR wurde, in der Saison 1991/92 in der 1. Bundesliga und mehrere Jahre in der 2. Bundesliga spielte.

## Seniorenturniere

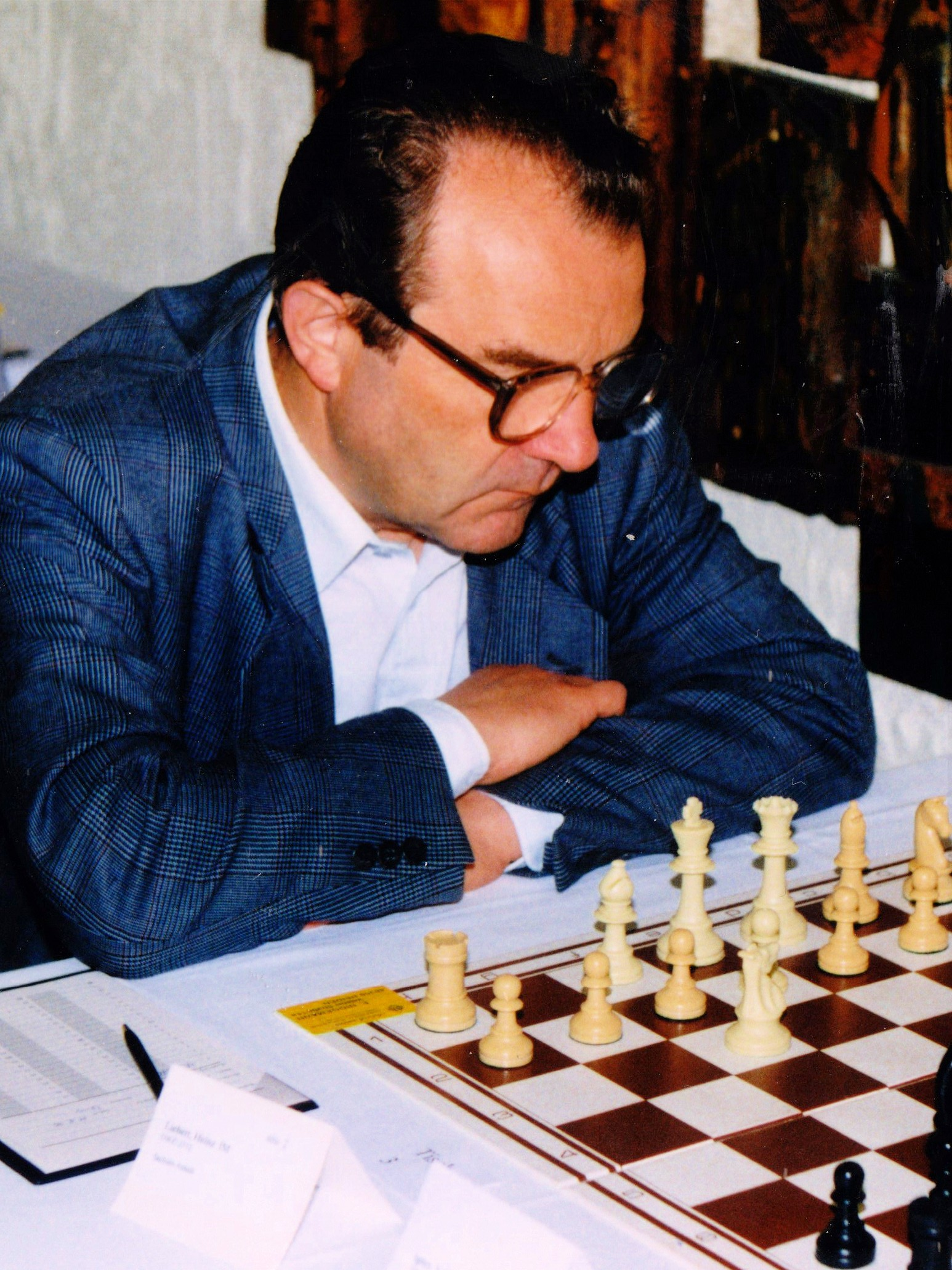
Heinz Liebert, Friedrichroda 1996

Bei der Deutschen Seniorenmeisterschaft 1996 in Friedrichroda war Liebert punktgleich mit dem Turniersieger Manfred Dornieden. Die Plätze 2 bis 4 belegten Helmut Lange, Heinz Liebert und Heinrich Fronczek mit je 7,5 Punkten nach Wertung. Bei der Seniorenweltmeisterschaft im Schach 2004 in Halle an der Saale erzielte er 6,5 Punkte aus 11 Partien. Er spielte außerdem bei der 9. Deutschen Senioren-Einzelmeisterschaft 2009 in Binz (6 aus 9) und vertrat Deutschland (nach der achten bis zehnten) auch bei der 12. Europäischen Senioren-Mannschaftsmeisterschaft 2010 in Dresden (5 aus 9).

## Ehrungen und Wertungszahlen
Der Titel Internationaler Meister wurde ihm 1966 von der FIDE verliehen.
Im Jahre 2006 wurde Heinz Liebert mit der Ehrennadel des Deutschen Schachbundes in Silber ausgezeichnet.
Anlässlich seines 77. Geburtstages folgte die Ehrennadel in Gold des Landesschachverbandes Sachsen-Anhalt.

## Privates
Lieberts Ehefrau, die er an der Martin-Luther-Universität Halle als Mathematikstudentin und Schachspielerin kennengelernt hatte, war Ursula Liebert, vormals Ursula Altrichter, geborene Ursula Höroldt, gestorben 1998. Sie spielte ebenfalls für den Verein USV Halle. Einige ihrer Erfolge sind: DDR-Meister (Frauen) 1954 in Bad Saarow, dritter Platz mit der Frauenmannschaft der DDR bei der Schacholympiade 1957, Zweite bei der DDR-Meisterschaft der Frauen 1958 in Schkopau, geteilter erster Platz bei der DDR-Meisterschaft der Frauen 1967 in Colditz und Zweite bei der Deutschen Senioren-Meisterschaft der Frauen 1991 in Freudenstadt.
Heinz Liebert hat drei Kinder.